# Ganthet
Ganthet es un personaje ficticio del universo de DC Comics, que apareció por primera vez en 1992 en la novela gráfica de Larry Niven y John Byrne Green Lantern: La historia de Ganthet (ISBN 1-56389-026-7. También es el marido de Sayd.

## Biografía
Ganthet es uno de los Guardianes del Universo, pero mucho menos severo y 'según el libro' que la mayoría de estos colegas, mostrando una personalidad similar a la humana, y menos severa, mediante demostraciones de empatía, amabilidad y preocupación por las personas, en lugar de pensar solo en el Green Lantern Corps. En una serie limitada crossover de DC como Kingdom Come, este Guardián en particular se presenta como parte de la Quintaesencia, un grupo de dioses que supervisan todo su universo (o multiverso), pero muestra signos de centrarse especialmente en la Tierra.
Aunque ha estado retratado como los otros Guardianes, a menudo se distingue por atar su cabello en una larga coleta, en contraste con el cabello más corto y descuidado de otros Guardianes masculinos.

### Green Lantern: Origen Secreto
En la historia de Green Lantern: Secret Origin, Ganthet (sin siquiera revelarse físicamente) le pide a Sinestro que investigue la muerte de Abin Sur (a través de un canal no oficial, sin pasar por el protocolo); esto lleva al primer encuentro de Sinestro, en la Tierra, con Hal Jordan.

### Ganthet's Tale
La novela gráfica Ganthet's Tale de John Byrne (ampliada de una historia de Larry Niven) cuenta la historia de los primeros encuentros de Hal Jordan con Ganthet. Se le pide a Jordan que lo ayude a luchar contra el guardián renegado Dawlakispokpok (apodado "Dawly"), que está tratando de usar una máquina del tiempo para cambiar la historia. En la era temprana del planeta Oa, un científico llamado Krona había intentado usar un dispositivo para ver el comienzo del tiempo, y al usar su máquina del tiempo, de alguna manera, por así decirlo, "desangró" el universo de mil millones de años de su duración potencial. Dawly va a utilizar otra máquina del tiempo para empujar a Krona hasta el final de los tiempos, para evitar que siga adelante con ese plan; sin embargo, al luchar contra Dawly, se entera de que Dawly es responsable del percance del universo al "nacer viejo". Cuando la familia de Dawly es llevada ante los Guardianes, Ganthet protege la mente de Jordan, lo que le permite retener su recuerdo de uno de los mayores secretos de los Guardianes.

### Emerald Twilight
Después de la destrucción de Ciudad Costera (en la historia de "Reign of the Supermen"), la subsiguiente "locura" de Hal Jordan y la destrucción de la Main Power Battery, los Guardianes deciden concentrar todo su poder restante en Ganthet, reconociendo que él era el único de ellos en prever una catástrofe como el actual ataque de Hal Jordan contra ellos. Como tal, se convierte en el último guardián. Ganthet crea un nuevo anillo de Linterna Verde del anillo de Jordan (que fue aplastado por el ex Linterna Verde después de asesinar a Sinestro) y va a la Tierra. Aparece ante Kyle Rayner y rápidamente le entrega el anillo, murmurando "Tú servirás".
Guy Gardner afirmó más tarde que Ganthet fue a él primero, pero que había rechazado el plan de Ganthet. Durante los primeros meses de Rayner como Green Lantern, Ganthet no está satisfecho con Rayner e intenta recuperar el anillo. Rayner finalmente se gana el respeto de Ganthet al enfrentarse a Parallax, sin su anillo.

### La Quintaesencia
Ganthet se convirtió en parte del círculo de dioses, incluidos (generalmente) Shazam, Zeus, Alto padre y Phantom Stranger, comprometidos a observar el universo y a aconsejarse unos a otros.

### Ion y los Nuevos Guardianes
Cuando Rayner se convirtió brevemente en el Ion divino, poseía más poder que Hal Jordan como Parallax. Al darse cuenta de que no podía continuar como Ion sin perder su humanidad, Kyle viajó a la recientemente restaurada Oa para recargar la Batería de Energía Central. Al hacerlo, creó un nuevo grupo de Guardianes, esta vez como niños pequeños (tanto hombres como mujeres), con la intención de que Ganthet, como su "figura paterna", los cuide y les enseñe cómo ser mejores Guardianes que sus predecesores. Después de que uno de los niños, Lianna, desapareció y luego se reveló que había envejecido prematuramente, Ganthet invitó a los Zamaron a Oa para ayudar a criarlos con él.
Cuando el Detective Marciano volvió a la identidad de 'Burning Martian' que los Guardianes del Universo habían encerrado hace mucho tiempo y atacó a la Liga de la Justicia, Ganthet teletransportó a John Stewart a un lugar seguro y trató sus heridas cuando el resto de la Liga se teletransportó a la Fortaleza de la Soledad para escapar del ataque inicial del Ardiente. Más tarde, Ganthet pudo contarle a John la historia de los marcianos ardientes y enseñarle una forma de 'desviar' su mente para pensar en el primer idioma del universo para poder rescatar a sus compañeros de Fernus en un ataque de golpe y fuga. (Aunque la intensidad de este método de pensamiento significaba que John no podía usarlo durante más de sesenta segundos sin quemar su mente), lo que les permitió idear un plan para derrotar a Fernus.

### Linterna Verde: Renacimiento
Ganthet jugó un papel crucial en la resurrección de Hal Jordan, quien se reveló poseído por la entidad del miedo Parallax durante Linterna Verde: Renacimiento. Tras el regreso de Hal Jordan, todos los Guardianes envejecen hasta la edad adulta y son tan fríos y manipuladores como antes. El único cambio es que ahora hay Guardianes tanto como hombres. Ganthet, por supuesto, todavía conserva un sentido de individualidad entre los Guardianes, creyendo que deberían retener sus emociones; Sayd es la única otra guardiana que comparte su forma de pensar.

### Guerra de los Sinestro Corps
Durante la Guerra de los Sinestro Corps, él y Sayd son desterrados del consejo por abrazar las emociones, descubriendo que tienen sentimientos románticos el uno por el otro.
Justo cuando Parallax (liberado de cualquier anfitrión) ataca a los Linternas por liberar a Kyle Rayner, Ganthet y Sayd llegan y dibujan a Parallax en cuatro linternas separadas (Hal, Kyle, John y Guy, respectivamente), razonando que las Linternas de Tierra habían demostrado ser superiores. capacidad para superar el miedo y la división evitaría que alguien pudiera liberar a Parallax nuevamente. Como explica Ganthet, él y Sayd fueron expulsados de los Guardianes del Universo. El acto final de Ganthet como Guardián es ofrecer a Kyle su anillo de poder. Le pregunta si Kyle está dispuesto a degradarse a sí mismo a un Green Lantern normal, lo que Kyle acepta rápidamente. Luego, los cuatro hombres toman sus linternas y escuchan el juramento de Sinestro Corps, recitan el Juramento de Linterna Verde Clásico y parten para enfrentarse a Sinestro's Corps.
Ganthet y Sayd también explican a los cuatro sobre el espectro emocional creado al comienzo del universo que se divide en siete colores: verde (fuerza de voluntad), amarillo (miedo), violeta (amor), rojo (rabia), índigo (compasión), naranja (codicia) y azul (esperanza), cada una representando diferentes formas de emoción, siendo el verde la más equilibrada en el centro de las energías. Cuanto más lejos esté un color de energía en un extremo, más salvaje será su poder de control. La energía acaba corrompiendo a su usuario. Ganthet también revela que en el futuro próximo, cada color tendrá sus propias fuerzas como el Cuerpo de Linternas, y estas fuerzas lucharán contra las demás en una batalla en todo el universo que conducirá al evento conocido como "La noche más negra", la peor de las profecías ocultas del Libro de Oa.

### Blackest Night
Al final de la Guerra de los Sinestro Corps, Ganthet y Sayd viven actualmente en el planeta Odym. Aprovechan la energía azul de la esperanza y hacen planes para crear otra fuerza policial intergaláctica a fin de ayudar a los Guardianes y al Green Lantern Corps en su próxima batalla contra "The Blackest Night". El primero de los Blue Lanterns es un extraterrestre llamado Saint Bro'Dee Walker o Saint Walker. El segundo es Warth, un elefante como extraterrestre del Sector Dos. Según Saint Walker, Warth seleccionará a otro candidato de un sector diferente del espacio y el proceso continuará desde allí. Más tarde, Ganthet revela al Blue Lantern Corps que él y Sayd están planeando crear una alianza con aquellos que ejercen el poder índigo de la compasión junto con Oa. Sin embargo, Ganthet, Sayd y los Linternas Azules se encuentran siendo atacados por el Agente Naranja mientras el villano busca los poderes que poseen; Larfleeze desea todo lo que no tiene. Finalmente fueron rescatados por Hal Jordan, acompañado por Sinestro, Carol Ferris y el miembro de la tribu Indigo-1.
Ganthet y Sayd luego buscan la ayuda de Atrocitus y Larfleeze para recrear la "luz blanca de la creación" con sus salvadores. Para lograr que Larfleeze coopere con ellos, Sayd ofrece su servidumbre al Agente Naranja, quien expresa el deseo de tener su propio Guardián sobre las protestas de Ganthet. Ganthet y Sayd más tarde llegan a Coast City con los Linternas para ayudar a los héroes de la Tierra. También intentan liberar a los Guardianes de la Batería Central Negra. De lo contrario, Ganthet duplica el anillo de Hal Jordan y lo coloca en su propio dedo, incorporándose a los Green Lantern Corps. Él y Sayd también duplican los otros Anillos de Linterna, lo que permite que los otros seis cuerpos obtengan 'diputados' temporales para luchar junto a los siete que ya están presentes hasta que el resto del Cuerpo pueda llegar. Como resultado, Lex Luthor se convierte en un Orange Lantern. Wonder Woman, después de ser liberada de la influencia de su anillo Black Lantern, se convierte en Star Sapphire. Barry Allen se convierte en Blue Lantern. El científico Ray Palmer se convierte en miembro de la tribu Indigo. Mera se convierte en Red Lantern y El Espantapájaros se convierte en oficial de Sinestro Corps.

### Brightest Day
Después de que termina Blackest Night, se ve a Ganthet tramando con Atrocitus y Guy Gardner un nuevo plan para salvar el universo contra un nuevo enemigo oculto. Para avanzar aún más en su nueva causa, Ganthet renuncia a su estado de Guardián, solicitando a sus compañeros Oans que ocupen el puesto permanente de Green Lantern del Sector 0, forjando su propia linterna y anillo de poder en el proceso. En particular, su nueva Batería de Poder carece del diseño ordinario y más redondo, y se parece mucho a las antiguas y cuadradas que alguna vez usaron los Manhunters y los Halla. Más tarde se vio obligado a ayudar a Hank Henshaw, quien se enteró del enemigo oculto que Ganthet es aparentemente la clave de la muerte permanente de Henshaw. Al amenazar con hacer que los Alpha Lanterns se maten si Ganthet no coopera, Henshaw hizo que Ganthet operara varios Alpha Lanterns para tratar de restaurarlos a formas de vida orgánicas, creyendo que el proceso, una vez perfeccionado, puede usarse para devolverlo a un cuerpo mortal. Durante el proceso, algunos Alpha Lanterns perecieron. Ganthet experimenta un gran dolor por la muerte de estos Green Lanterns, emociones con las que no está muy familiarizado. Ganthet fue rescatado por un escuadrón de Linternas y la forma y el espíritu de Hank Henshaw fueron destruidos. Luego, todos los Alpha Lanterns también recuperan su libre albedrío, gracias a Ganthet. Lamentablemente, deben mantener su apariencia de cyborg.
Ganthet trae más sangre, que se transforma en la cabeza de Atrocitus, quien revela su alianza. Ganthet se ve obligado a admitir ante sus compañeros Linternas que hace poco tiempo eso se convirtió en un tapiz de eventos futuros, y que, al enterarse de que a Atrocitus le sucedió lo mismo, él y Guy entraron en su alianza.

### Guerra de los Linternas Verdes
Con Krona devolviendo a Parallax a la batería de energía de Green Lantern e infectando a los otros seis Guardianes restantes con las otras entidades emocionales, Ganthet, Kilowog y los cuatro Green Lanterns basados en la Tierra son los únicos incluso parcialmente inmunes a la influencia de Parallax debido a su anterior experiencia bajo su influencia, pero todavía se ve obligado a tomar los anillos de Kyle y John cuando se ven obligados a atacarse entre sí. Desafortunadamente, cuando Ganthet toma sus anillos y el suyo, los tres anillos explotan, destruyendo su mano, obligando a John a vendar la extremidad amputada. Con los otros Green Lanterns buscándolos, Ganthet ordena a John y Kyle que se vayan mientras él usa sus propios poderes basados en el Guardián para alejar a los Lanterns.
A pesar de las probabilidades en su contra, los cuatro Earth Lanterns pudieron rescatar a Ganthet de Krona usando los anillos de los otros seis Cuerpos: Hal empuñando el anillo de Sinestro, John Indigo-1's, Kyle Saint Walker's y Guy Atrocitus, Ganthet luego aconsejó a Hal y Guy que usa los anillos de Larfleeze y Carol respectivamente para eliminar a Parallax de la batería de energía central para liberar a los otros Green Lanterns de su influencia. Ganthet también pudo ayudar a Guy a dominar sus dos anillos alentándolo a aprovechar algo que amaba y algo que odiaba. Posteriormente, Ganthet recibe la visita de Saint Walker, quien le restaura la mano. Su anillo azul muestra a Ganthet una imagen de Sayd, revelando que todavía la extraña.

### Los nuevos 52
Después de la historia de la Guerra de los Linternas Verdes, para compensar la nueva escasez de Guardianes, los otros Guardianes despojan a Ganthet de sus emociones para que se reincorpore a sus filas. Kyle Rayner viene a Oa en busca de ayuda después de que algo lo ha convertido en un 'imán de anillo', lo que hace que los anillos de los otros seis Cuerpos intenten agarrarse a él. Kyle compara la transformación de Ganthet con una lobotomía, aunque el propio Ganthet lo niega porque "mis habilidades cognitivas no están afectadas". Kyle luego compara el proceso con quitarle el alma a Ganthet, ya que ahora no es más que otro Guardián: una carga a la que Ganthet no responde. Después de que Kyle se siente abrumado brevemente por los otros anillos que maneja, el anillo verde de Kyle arroja a Ganthet a un lado cuando intenta quitárselo. Mientras los otros Lanterns intentan ayudar a Kyle, Saint Walker pide ayuda a Ganthet, pero Ganthet simplemente despide a Walker, ahora considerando al Blue Lantern Corps como un error que debe ser rectificado. La actitud desdeñosa de Ganthet hacia su pasado permanece incluso cuando se revela que Sayd acompaña el ataque de Larfleeze, aunque parece retener un grado de afecto por Kyle, ya que le ofrece a Kyle la oportunidad de regresar a los Green Lantern Corps si acepta permanecer en Oa. para que se puedan estudiar las consecuencias de su período temporal blandiendo los otros seis anillos. Sin embargo, al escuchar a Sayd decirle que el Ganthet que conocían desaparecerá para siempre si Kyle va con él ahora, Kyle rechaza a Ganthet y escapa con los otros portadores del anillo, diciendo que, si bien puede considerar a Ganthet un padre, tiene que hacer cosas en su camino.
Más tarde se revela que Ganthet les dijo a los otros Guardianes que durante su tiempo como Green Lantern, encontró que el Cuerpo, como los Manhunters, tiene serios defectos debido a la desobediencia de Green Lanterns como Hal Jordan o Sinestro, y anuncia que es el momento. para reemplazar el Green Lantern Corps con el "Tercer Ejército". Aunque los Nuevos Guardianes toman caminos separados cuando se revela que Sayd los unió dibujando anillos de los portadores más débiles a Kyle Rayner debido a su conexión con Ganthet, Aparentemente, Kyle todavía está tratando de reclutar a otros portadores del anillo juntos en un intento de rescatar a Ganthet y restaurarlo a lo que era, incluso cuando el propio Ganthet afirma que considera que los Guardianes lo 'salvaron' y no al revés.
Ganthet llega a Zamaron para atacar a Kyle. Casi lo mata con sus explosiones, mientras que el Tercer Ejército invade el mundo natal de Zamaron, pero el herido Kyle se transforma en el White Lantern, habiendo dominado los siete poderes del espectro emocional debido a su negativa a renunciar a Ganthet ayudándolo a dominar la violeta de poder del amor. Cuando Ganthet presencia que Kyle puede destruir al Tercer Ejército, se asusta y huye, mientras que el grupo aparentemente podrá detener la amenaza de los Guardianes.
Cuando se libera el Primer Linterna Volthoom, encarcela a los Guardianes en el planeta Maltus y restaura sus emociones a su estado original. Ganthet llega a sentir vergüenza por sus acciones y por su batalla con Kyle. En la batalla final después de que Hal Jordan y Nekron destruyan Volthoom, los Guardianes son liberados pero son ejecutados por un Sinestro potenciado por Parallax. Solo perdona a Ganthet y lo reúne con el aún vivo Sayd, citando sus razones como que él sabe lo que es perder todo, pero los exilia a ambos de Oa. Ganthet y Sayd luego observan a Kyle. Ganthet reflexiona que él y Kyle han crecido mucho durante su tiempo juntos, pero es hora de que Kyle 'deje el nido' y se abra camino.

### DC Rebirth
Tras la desaparición de Green Lantern Corps sin nadie protegiendo el universo, Ganthet y Sayd son felices en un planeta desconocido en otro lugar, pero el primero sintió el espectro de la luz verde. Su exilio terminó cuando un anillo de Green Power llegó al planeta Nok, pidiéndoles que encontraran a Hal Jordan. Ganthet y Sayd se dieron cuenta de que la vida de Hal estaba en peligro, por lo que convocaron a Kyle Rayner para salvar su vida. Usaron su poder y el anillo blanco de Kyle para abrir una puerta a Emerald Space en el más allá y lograron traer a Hal de regreso al reino de los vivos.
Ganthet animó a Hal a aprovechar la luz verde de la fuerza de voluntad pura y la necesidad de forjar un nuevo anillo verde. Le dijo a Hal que el Green Lantern Corps había regresado mientras llegaban a la base de Mogo y lo reunían. Mientras se restablecen los Green Lantern Corps, Ganthet y Sayd asignan a Hal y Kyle para encontrar a Saint Walker. Después de que llevaron a Saint Walker de regreso a la base del Green Lantern Corps, llamaron a Kyle para probar su poder de White Lantern, que creían que podría traer la resurrección del Blue Lantern Corps. Cuando Saint Walker intentó un vínculo psiónico con el poder de Kyle, una presencia desconocida le impidió hacerlo, lo que provocó que el poder de White Lantern de Kyle se apagara, lo que lo llevó a su regreso como Green Lantern.
Más tarde, Ganthet y Sayd fueron atacados y secuestrados por los Controladores. Querían aprovechar el poder de Sayd para empoderar a los controladores, lo que horrorizó a Ganthet. Cuatro Linternas Verdes de la Tierra, sin embargo, pudieron localizar la base de los Controladores en el sector 3001 y atacaron. Después de que los Controladores fueron derrotados, Ganthet anunció que Sayd regresará como los Guardianes del Universo, incluidos los Guardianes Templarios como nuevos miembros, ya que ese será su legado.

## Otras versiones
En la serie cruzada de Star Trek / Green Lantern, se muestra a Ganthet amenazado por una figura invisible que proclama que ha matado a todos los demás Guardianes y destruido los otros seis Cuerpos. Esto significaba que Ganthet estaba en posesión de los últimos anillos de cada uno de los seis anillos del cuerpo de Linterna Verde cuando la entidad desconocida lo atacó. Usando lo último de su poder, Ganthet se transporta a sí mismo y a los anillos al universo de Star Trek, donde su cadáver es descubierto más tarde por el USS Enterprise y llevado a bordo para su examen. Después de que Hal Jordan se ponga en contacto con la Enterprise, se reveló que el enemigo que atacaba a Ganthet era Nekron, quien había destruido virtualmente toda la otra vida en su universo. Ganthet se sacrificó para iniciar el protocolo de la 'Última Luz' y enviar los últimos anillos y portadores de anillos a otro universo. Sin embargo, aunque esta acción salvó a Hal, Carol Ferris y Saint Walker, se hizo evidente que Sinestro, Atrocitus y Larfleeze también escaparon y, lo que es más importante, Nekron también sobrevivió, manifestándose finalmente en el sitio de la destrucción de Vulcan.

## En otros medios

### Televisión
- Aunque nunca se les llama por su nombre, Ganthet y los otros Guardianes del Universo aparecen en Superman: la serie animada, Liga de la justicia y Liga de la Justicia Ilimitada.
- Ganthet y el resto de los Guardianes también aparecen en Linterna Verde: La Serie Animada, con Ganthet expresado por Ian Abercrombie. Ganthet se caracteriza al principio de la serie por ser más comprensivo con las intenciones heroicas de Hal Jordan, llegando incluso a sugerir soluciones prohibidas a los problemas que el resto de los Guardianes se niegan a reconocer a través de un prototipo de batería de Blue Lantern. Al igual que en los cómics, Ganthet aconseja al Consejo no descartar las emociones por completo y enfatiza la necesidad de reforzar su confianza en la fuerza de voluntad con la emoción de la esperanza.

### Película
- Ganthet aparece en la película animada Green Lantern: First Flight con la voz de Larry Drake. Aparece como el partidario silencioso de Hal Jordan, ya que los otros Guardianes lo despreciaron debido a su condición humana. Ganthet está en constante desacuerdo con su compañero Guardián Ranakar. En la batalla culminante contra Sinestro, Ganthet ayuda a Hal a recuperar su anillo de poder perdido y, tras la derrota de Sinestro, elogia la valentía y el heroísmo de Hal.
- Ganthet aparece en la película de antología Green Lantern: Emerald Knights, con la voz de Michael Jackson.
- Ganthet aparece en la película Green Lantern de 2011. En las características especiales incluidas en la edición Blu-ray, se confirma que el Guardián masculino que habla principalmente es en efecto Ganthet.

### Videojuegos
- Ganthet aparece en Mortal Kombat vs. DC Universe con la voz de Michael McConnohie. Él y los Guardianes le cuentan a Green Lantern, Lex Luthor y Catwoman sobre la amenaza de la fusión de los universos. Ganthet también está en segundo plano en el escenario de Green Lantern Corps.
- Ganthet aparece en el videojuego Green Lantern: Rise of the Manhunters con la voz nuevamente de Michael Jackson.
- Ganthet aparece como un NPC en Lego DC Super-Villains, con la voz de Brian George.